# Llei de Khindasvint contra la traïció
El rei Khindasvint va dictar una llei contra la traïció i la rebel·lió, segurament l'any 643.

## Anàlisi de la llei
En algun moment del 643, potser després de sufocar la rebel·lió de Mèrida, el rei Khindasvint va dictar una llei per prevenir la traïció, per la qual s'establia com deure el càstig sense pietat per a conspiradors i rebels. A la llei es fa al·lusió als refugae o profugi, contra els que l'Estat havia de combatre amb més freqüència que contra els enemics estrangers. La Llei intentava limitar aquestes activitats i castigar els que haguessin estat culpables d'elles. El rei parlava a la Llei que "tots aquells que haguessin recorregut a un poder estranger o que haguessin intentat fer-ho, per incitar a aquest poder contra els gots, en temps de Khintila, serien condemnats a mort", i del text literal sembla deduir-se que es referia als rebels supòsits partidaris de Sisenand que havien operat des del 636 al 640, però la verdadera intenció del legislador segurament era condemnar a mort a tots els conspiradors que havien intentat prendre el poder amb ajuda de forces estrangeres, no durant el regnat de Khintila, sinó des de l'inici de l'esmentat regnat d'ara endavant. La mateixa pena de mort s'aplicaria a aquells que s'oposessin al rei amb les armes, o intentessin fer-ho, sense col·laboració amb l'estranger, però en aquest cas només des de l'inici del regnat del mateix Khindasvint (si la llei en aquest sentit hagués estat retroactiva, el mateix rei podia haver estat reu).

## Garanties
A la mateixa llei, el rei va establir límits a la seva magnanimitat, i posat cas que decidís commutar la pena de mort, el culpable hauria de ser cegat. El condemnat a pena de mort (o que fora encegat per decisió real) perdria totes les seves possessions que passarien al tresor, i si del tresor passaven a una altra persona, aquesta les posseiria perpètuament sense que futurs reis (que en aquest cas evidentment estarien vinculats al partit dels culpables) tinguessin dret a retornar-les als seus antics propietaris. Si el rei usava del seu dret de gràcia i tornava part de les propietats al culpable (que seria cec), la part tornada no podria excedir del vint per cent del total, i hauria de lliurar-se en propietats diferents de les confiscades. Com des feia anys els que entraven en una conspiració lliuraven prèviament les seves propietats a les seves dones, fills, o testaferros (amb el que en cas de fracàs evitaven la seva confiscació i segons els avatars polítics tindrien possibilitat de recuperar-les), i fins i tot a l'Església, la llei de Khindasvint va privar de tot valor a aquestes transmissions, i va declarar el dret del Tresor a la confiscació de la totalitat dels béns. El dret de gots i romans a demanar el perdó del rei va ser suprimit per als casos de traïció, i si el rei decidís concedir el perdó hauria d'obtenir l'anuència dels bisbes i dels maiores palatii (els nobles palatins). El rei va exigir el jurament de la llei almenys als principals càrrecs i persones del regne.